# Dług
Dług (vertaald 'Schuld') is een Poolse misdaadfilm uit 1999, geregisseerd door Krzysztof Krauze. De film is gebaseerd op het waargebeurde verhaal van twee jonge Poolse ondernemers die een niet bestaande schuld moeten aflossen.

## Verhaal
Twee jonge ondernemers willen graag een bedrijfje voor zichzelf beginnen en proberen bij verschillende banken een lening te krijgen. Wanneer ze overal worden afgewezen, biedt een vage kennis hun een lening aan. De twee mannen zien het echter niet zitten en wijzen het aanbod af. De kennis die hun het aanbod deed, blijkt echter een harde crimineel te zijn die eist dat de twee mannen hun niet bestaande schuld moeten aflossen. Wegens gebrek aan bewijs staat de politie machteloos en besluit het tweetal om te proberen de situatie naar hun hand te zetten. Dit heeft echter rampzalige gevolgen.

## Rolverdeling
| Acteur                     | Personage        |
| -------------------------- | ---------------- |
| Robert Gonera              | Adam Borecki     |
| Jacek Borcuch              | Stefan Kowalczyk |
| Andrzej Chyra              | Gerard Nowak     |
| Cezary Kosinski            | Tadeusz Frei     |
| Joanna Szurmiej-Rzaczynska | Basia            |
| Agnieszka Warchulska       | Jola             |
| Joanna Kurowska            | Sasiadka         |
| Przemyslaw Modliszewski    | Mlody            |
| Krzysztof Gordon           |                  |
| Slawomira Lozinska         |                  |
| Maria Robaszkiewicz        |                  |
| Edyta Bach                 | Joanna           |
| Jakub Bach                 | Jurek            |
| Jerzy Gudejko              |                  |
| Henryk Golebiewski         |                  |
| Katarzyna Tatarak          |                  |
| Marcin Jamkowski           |                  |
| Ewa Kania                  |                  |
| Slawomir Józwik            | Matczak          |
| Malgorzata Prazmowska      |                  |
| Jowita Miondlikowska       |                  |
| Jaroslaw Budnik            |                  |
| Maria Maj                  |                  |
| Aleksander Mikolajczak     |                  |
| Andrzej Andrzejewski       |                  |
| Roman Bugaj                |                  |
| Pawel Kleszcz              |                  |